# Ptychadena obscura
Ptychadena obscura é uma espécie de anfíbio da família Ranidae.
Pode ser encontrada nos seguintes países: República Democrática do Congo, Zâmbia, e possivelmente Angola e Tanzânia.
Os seus habitats naturais são: savanas húmidas, campos de gramíneas de baixa altitude subtropicais ou tropicais sazonalmente húmidos ou inundados, pântanos, lagos de água doce e marismas intermitentes de água doce.